# Mnèsarc (filòsof)
Mnèsarc, en llatí Mnesarchus, en grec antic Μνήσαρχος, fou un filòsof estoic grec deixeble de Paneci o Paneti. Va florir vers el 110 aC i és considerat un dels principals filòsofs estoics de la seva època.
Es va dedicar a l'ensenyament a Atenes. Entre els seus deixebles s'esmenta a Antíoc d'Ascaló.